# أحمد بايزيد
أحمد بايزيد ، من مواليد 4 فبراير 1959 م ، وهو لاعب كرة قدم سعودي معتزل لعب سابقاً في نادي الاتحاد ، شارك مع منتخب بلاده في دورة الألعاب الصيفية الأولمبية بمدينة لوس أنجلوس.

## روابط خارجية
- أحمد بايزيد على موقع كووورة
- أحمد بايزيد على موقع أوليمبيديا (الإنجليزية)